# 22586 Шелліхайнс
22586 Шелліхайнс (22586 Shellyhynes) — астероїд головного поясу, відкритий 21 квітня 1998 року.
Тіссеранів параметр щодо Юпітера — 3,587.